# Рено (река)
Рено (итал. Reno) је река која протиче кроз Италију, односно кроз италијанске регије Емилија-Ромања и Тоскана. Дуга је 131 km. Улива се у Јадранско море. 